# Wereldkampioenschappen shorttrack junioren 2016
Het wereldkampioenschappen shorttrack voor junioren 2016 vond van 29 tot en met 31 januari 2016 plaats in het Wintersportpaleis te Sofia, Bulgarije.

## Medailles

### Mannen
| Onderdeel         | Goud                                     | Goud                                     | Zilver                                                         | Zilver                                                         | Brons                                                             | Brons                                                             |
| ----------------- | ---------------------------------------- | ---------------------------------------- | -------------------------------------------------------------- | -------------------------------------------------------------- | ----------------------------------------------------------------- | ----------------------------------------------------------------- |
| 500m              | Xu Hongzhi                               | CHN                                      | Shaoang Liu                                                    | HUN                                                            | Steven Dubois                                                     | CAN                                                               |
| 1000m             | Ren Ziwei                                | CHN                                      | Lim Yong-jin                                                   | KOR                                                            | Ma Wei                                                            | CHN                                                               |
| 1500m             | Lim Yong-jin                             | KOR                                      | Ren Ziwei                                                      | CHN                                                            | Kim Si-un                                                         | KOR                                                               |
| 1500m superfinale | Ren Ziwei                                | CHN                                      | Ma Wei                                                         | CHN                                                            | Lim Yong-jin                                                      | KOR                                                               |
| Allround          | Ren Ziwei                                | CHN                                      | Lim Yong-jin                                                   | KOR                                                            | Ma Wei                                                            | CHN                                                               |
| 3000m Aflossing   | China Ma Wei Ren Ziwei Xu Hongzhi Yu Wei | China Ma Wei Ren Ziwei Xu Hongzhi Yu Wei | Zuid-Korea Hwang Dae-heon Kim Si-un Lee Seong-hun Lim Yong-jin | Zuid-Korea Hwang Dae-heon Kim Si-un Lee Seong-hun Lim Yong-jin | Rusland Denis Ajrapetjan Daniil Eybog Artem Kozlov Pavel Sitnikov | Rusland Denis Ajrapetjan Daniil Eybog Artem Kozlov Pavel Sitnikov |

### Vrouwen
| Onderdeel         | Goud                                          | Goud                                          | Zilver                                                         | Zilver                                                         | Brons                                                                   | Brons                                                                   |
| ----------------- | --------------------------------------------- | --------------------------------------------- | -------------------------------------------------------------- | -------------------------------------------------------------- | ----------------------------------------------------------------------- | ----------------------------------------------------------------------- |
| 500m              | Qu Chunyu                                     | CHN                                           | Lee Yu-bin                                                     | KOR                                                            | Zang Yize                                                               | CHN                                                                     |
| 1000m             | Qu Chunyu                                     | CHN                                           | Lee Su-youn                                                    | KOR                                                            | Lee Yu-bin                                                              | KOR                                                                     |
| 1500m             | Suzanne Schulting                             | NED                                           | Lee Su-youn                                                    | KOR                                                            | Qu Chunyu                                                               | CHN                                                                     |
| 1500m superfinale | Suzanne Schulting                             | NED                                           | Lee Yu-bin                                                     | KOR                                                            | Zang Yize                                                               | CHN                                                                     |
| Allround          | Qu Chunyu                                     | CHN                                           | Suzanne Schulting                                              | NED                                                            | Lee Yu-bin                                                              | KOR                                                                     |
| 3000m Aflossing   | China Li Jinyu Qu Chunyu Yu Miaohui Zang Yize | China Li Jinyu Qu Chunyu Yu Miaohui Zang Yize | Zuid-Korea Lee Su-youn Lee Yu-bin Park Jung-hyun Yoon Jung-min | Zuid-Korea Lee Su-youn Lee Yu-bin Park Jung-hyun Yoon Jung-min | Nederland Avalon Aardoom Tineke den Dulk Gioya Lancee Suzanne Schulting | Nederland Avalon Aardoom Tineke den Dulk Gioya Lancee Suzanne Schulting |

### Medailleklassement
| Plaats | Land       | Goud | Zilver | Brons | Totaal |
| 1      | China      | 8    | 1      | 4     | 13     |
| 2      | Zuid-Korea | 1    | 7      | 3     | 11     |
| 3      | Nederland  | 1    | 1      | 1     | 3      |
| 4      | Hongarije  | 0    | 1      | 0     | 1      |
| 5      | Canada     | 0    | 0      | 1     | 1      |
| 5      | Rusland    | 0    | 0      | 1     | 1      |

Wereldkampioenschap shorttrack (individueel)

Champaign 1976 · 
Grenoble 1977 · 
Solihull 1978 · 
Quebec 1979 · 
Milaan 1980 · 
Meudon 1981 · 
Moncton 1982 · 
Tokio 1983 · 
Peterborough 1984 · 
Amsterdam 1985 · 
Chamonix 1986 · 
Montreal 1987 · 
St. Louis 1988 · 
Solihull 1989 · 
Amsterdam 1990 · 
Sydney 1991 · 
Denver 1992 · 
Peking 1993 · 
Guildford 1994 · 
Gjövik 1995 · 
Den Haag 1996 · 
Nagano 1997 · 
Wenen 1998 · 
Sofia 1999 · 
Sheffield 2000 · 
Jeonju 2001 · 
Montreal 2002 · 
Polen 2003 · 
Göteborg 2004 · 
Peking 2005 · 
Minneapolis 2006 · 
Milaan 2007 · 
Gangneung 2008 · 
Wenen 2009 · 
Sofia 2010 · 
Sheffield 2011 · 
Shanghai 2012 · 
Debrecen 2013 · 
Montreal 2014 · 
Moskou 2015 · 
Seoel 2016 · 
Rotterdam 2017 · 
Montreal 2018 ·
Sofia 2019 ·
Seoel 2020 ·
Dordrecht 2021 ·
Montreal 2022 ·
Seoel 2023 ·
Rotterdam 2024 ·
Peking 2025
Wereldkampioenschap shorttrack (teams)

Seoul 1991 · 
Nobeyama 1992 · 
Boedapest 1993 · 
Cambridge 1994 · 
Zoetermeer 1995 · 
Lake Placid 1996 · 
Seoel 1997 · 
Bormio 1998 · 
St. Louis 1999 · 
Den Haag 2000 · 
Nobeyama 2001 · 
Milwaukee 2002 · 
Boedapest 2003 · 
Sint-Petersburg 2004 · 
Chuncheon 2005 · 
Montreal 2006 · 
Boedapest 2007 · 
Harbin 2008 · 
Heerenveen 2009 · 
Bormio 2010 · 
Warschau 2011
Wereldkampioenschappen shorttrack junioren

Seoel 1994 ·
Calgary 1995 ·
Courmayeur 1996 ·
Marquette 1997 ·
Saint Louis 1998 ·
Montreal 1999 ·
Székesfehérvár 2000 ·
Warschau 2001 ·
Chuncheon 2002 ·
Boedapest 2003 ·
Peking 2004 ·
Belgrado 2005 ·
Miercurea Ciuc 2006 ·
Mladá Boleslav 2007 ·
Bozen 2008 ·
Sherbrooke 2009 ·
Taipei 2010 ·
Courmayeur 2011 ·
Melbourne 2012 ·
Warschau 2013 ·
Erzurum 2014 ·
Osaka 2015 ·
Sofia 2016 ·
Innsbruck 2017 ·
Tomaszów Mazowiecki 2018 ·
Montreal 2019 ·
Bormio 2020 ·
Salt Lake City 2021 ·
Gdańsk 2022 ·
Dresden 2023 ·
Gdańsk 2024 ·
Calgary 2025